# مورین فلانیگان

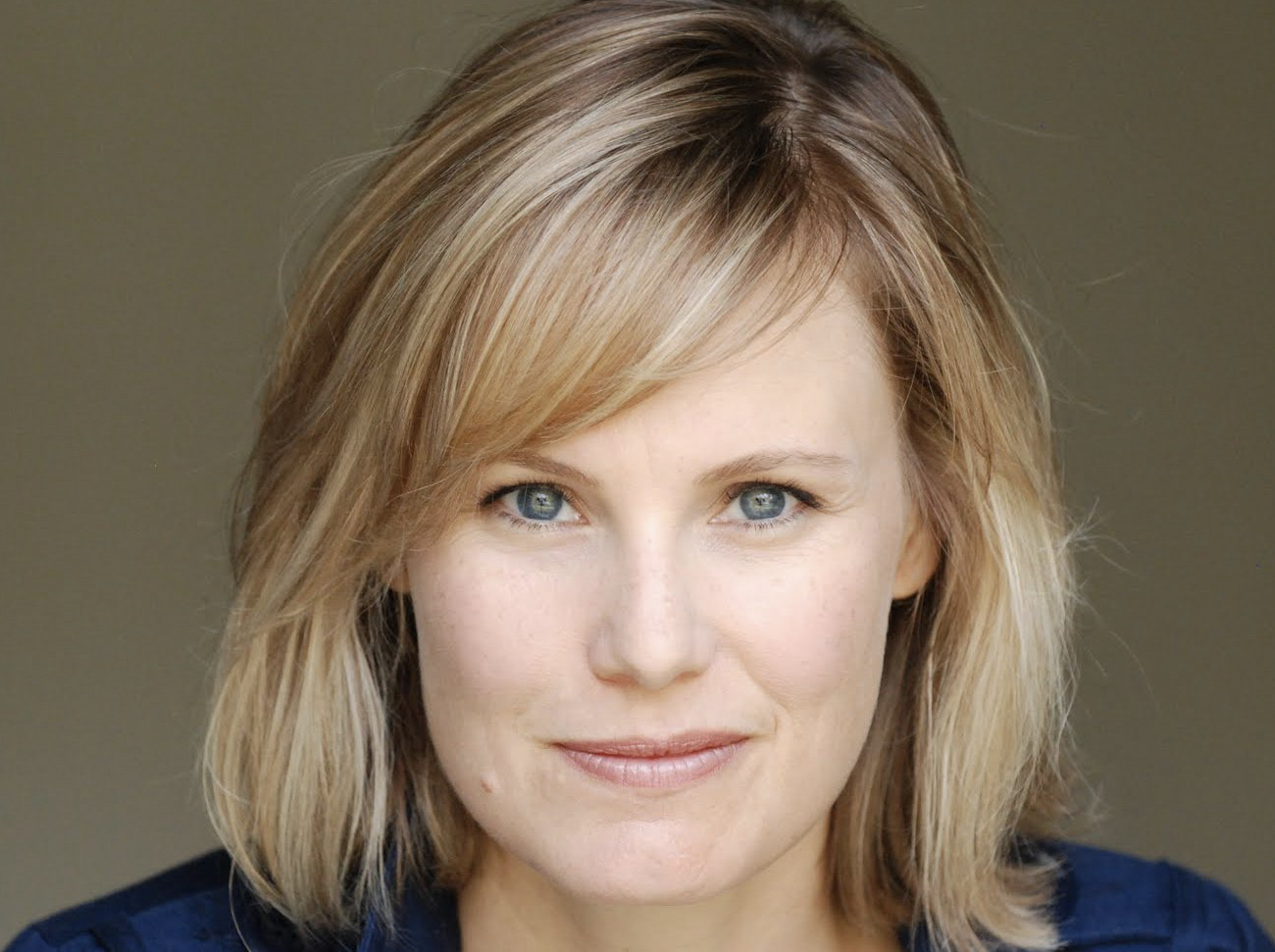
مورین فلانیگان بازیگر (آوریل 2021)

مورین فلانیگان (انگلیسی: Maureen Flannigan؛ زادهٔ ۳۰ دسامبر ۱۹۷۳) یک هنرپیشه اهل ایالات متحده آمریکا است. وی از سال ۱۹۸۵ میلادی تاکنون مشغول فعالیت بوده‌است.
او دانش‌آموختهٔ دانشگاه کالیفرنیای جنوبی (یواس‌اِی) است.

## گزیدهٔ آثار

### تلویزیون
- ۹۰۲۱۰ (۲۰۰۹)
- قانون و نظم: واحد قربانیان ویژه (۲۰۰۴)
- بخش فوریت‌های پزشکی (۲۰۰۳)